# Le Passeport jaune
Cet article concerne le film américain de 1931. Pour le film allemand de 1918, voir Der gelbe Schein.
Pour les articles homonymes, voir Passeport jaune.
Pour plus de détails, voir Fiche technique et Distribution.
Le Passeport jaune (The Yellow Ticket) est un film américain réalisé par Raoul Walsh, sorti en 1931.

## Synopsis
En 1913, Marya Kalish, une jeune fille pauvre d'origine juive, tente de gagner Saint-Pétersbourg dans l'espoir de revoir son père mourant. Obligée de voyager clandestinement, elle obtient un passeport jaune, le même que les femmes de petite vertu. Lorsqu'elle arrive enfin à Saint-Pétersbourg, c'est pour apprendre la mort de son père. C'est alors qu'elle rencontre le baron Andrey, sinistre chef de la police secrète tsariste, qui ne cache pas ses vues sur la jeune femme. Marya lui préfère la compagnie de Julian Rolfe, un journaliste britannique auquel elle dévoile les conditions de vie atroces auxquelles doit se soumettre le peuple. Andrey décide de faire arrêter Rolfe.

## Fiche technique
- Titre original : The Yellow Ticket
- Titre français : Le Passeport jaune
- Réalisation : Raoul Walsh
- Scénario : Jules Furthman[1], d'après la pièce The Yellow Ticket de Michael Morton
- Dialogues additionnels : Guy Bolton
- Direction artistique : William S. Darling
- Photographie : James Wong Howe
- Son : Donald Flick
- Musique : R. H. Bassett et Hugo Friedhofer (non crédités)
- Montage : Jack Murray
- Production : Raoul Walsh
- Société de production : Fox Film Corporation
- Société de distribution : Fox Film Corporation
- Pays de production :  États-Unis
- Langue originale : anglais
- Format : noir et blanc — 35 mm — 1,20:1 — son Mono (Western Electric System)
- Genre : drame
- Durée : 88 minutes
- Date de sortie :
  - États-Unis : 30 octobre 1931

## Distribution
- Elissa Landi : Marya Kalish
- Lionel Barrymore : le baron Igor Andrey
- Laurence Olivier : Julian Rolfe
- Walter Byron : le comte Nikolai
- Arnold Korff : le grand-père Kalish
- Mischa Auer : Melchior
- Edwin Maxwell : agent de police
- Rita La Roy : Fania Rubinstein
- Sarah Padden : Mme Kalish, la mère de Marya
- Boris Karloff : l'ordonnance
- Alex Melesh : agent de police

Acteurs non crédités
- Gilbert Emery : Sir Hubert
- Esther Howard : une prisonnière
- Ivan Linow : un catcheur

## Autour du film
Il s'agit d'un remake du film d'Edwin August, The Yellow Passport (1916).